# Научная библиотека Львовского национального медицинского университета имени Даниила Галицкого
Научная библиотека Львовского национального медицинского университета имени Даниила Галицкого — подразделение университета, обеспечивающее литературой и информацией его учебный процесс и научную работу, оказывает помощь в подготовке высококвалифицированных специалистов.
Для работы библиотеки используется специальная библиотечная информационная система ИРБИС-64. Постепенно формируется фонд электронных изданий.
Обеспечение читателям свободного доступа к базам данных ВОЗ — HINARI дает возможность найти и получить необходимые материалы, полнотекстовые статьи более 2 000 профессиональных зарубежных журналов, книг, баз данных. В частности предоставлен доступ к изданиям популярных издательств — Blackwell, Elsevier Science, the Harcourt Worldwide STM Group, Wolters Kluwer International Health and Science, Springer Verlag.

## История
После выделения медицинского факультета из Львовского университета его реорганизовали во Львовский государственный медицинский институт с двумя факультетами — лечебно-профилактическим и фармацевтическим. В 1939 году Научная библиотека начала свою деятельность как отдельное подразделение Львовского государственного медицинского института.
1 декабря 1939 года из фондов библиотеки Львовского университета было передано 27 000 томов медицинской литературы преимущественно на польском, немецком, английском и французском языках, которые и стали основой фондов.
Первое помещение библиотеки находилось по адресу улица Чарнецкого, 30.
После оккупации Львова немецкими войсками деятельность Львовского государственного медицинского института была приостановлена до 20 мая 1942 года, а помещение библиотеки переоборудовано в госпиталь инфекционных болезней. В течение войны часть библиотечного фонда была разграблена, сожжена и уничтожена. Её остатки, почти 20 тыс. томов, которые удалось спасти благодаря стараниям библиотечных работников, остались сохранены и перенесены обратно в библиотеку Львовского государственного университета имени Ивана Франко.
Во время Второй мировой войны Научная библиотека Львовского государственного медицинского института вместе с другими библиотеками высших учебных заведений города Львова входила в единую административную систему «Государственная библиотека Лемберга» (нем. Staatsbibliothek Lemberg).
19 февраля 1940 года, согласно Постановлению № 196 Совета Народных Комиссаров УССР, в библиотеке был присвоен статус научной, за ней был закреплён дом на улице 3 Мая, 6 (бывшая 17 Сентября, современная улица Сечевых Стрельцов).
Так библиотеку перенесли в центральную часть города в дом графа Станислава Генриха Бадене, юриста и мецената, где она расположена до сих пор. Дом, принадлежавший семье графа, построен в 1860 году по проекту архитектора Эдмунда Кёлера. Помещения дома декорированы в стиле неорококо. В 1941 году фонд библиотеки увеличился до 35 000 томов.
20 августа 1944 года, через месяц после окончания немецкой оккупации, открыл двери для своих первых посетителей общий читальный зал. За неимением библиотечного оборудования, уничтоженного во время войны, большинство медицинских книг (преимущественно литература до 1939 года на польском, немецком, французском, английском языках) оставалась на хранении в фондах библиотеки Львовского университета имени Ивана Франко и была доступна для пользования. В Научную библиотеку перевезли лишь медицинский книжный фонд читальни «Lectorium» количеством 639 томов ценнейших и наиболее употребляемых на то время учебников, в том числе на иностранных языках.
В 1944—1945 годах Научная библиотека получала 18 наименований медицинских журналов, 7 научных и 4 политических журналы, а также 23 газеты на украинском, польском и русском языках.
Научная библиотека поддерживала тесную связь с Республиканской медицинской библиотекой и Харьковской государственной медицинской библиотекой, что способствовало обогащению её фондов. Так, Харьковская медицинская библиотека передала Львовской 4281 тома медицинской литературы и политической тематики, а также периодических изданий. Из собственных фондов Научная библиотека передала 178 томов медицинской литературы на польском языке медицинскому факультету, открытому при университете в Люблине[уточнить].
В 1944—1945 годах услугами общего читального зала воспользовалось 11 258 посетителей и его книговыдача составила 15 503 экземпляра книг. Читальный зал периодической литературы посетило 4 068 читателей и книговыдача составила 3 407 экземпляров журналов. Абонементом библиотеки воспользовалось 7 125 читателей с книговидачею 9 936 экземпляров. Фондами библиотеки активно пользовались профессорско-преподавательский состав, студенты и сотрудники медицинского института, а также врачи и работники медицинских учреждений города и области.
В это время отдельные кафедры имели также свои собственные библиотеки, которые были созданы и предназначены для профессорско-преподавательского состава данной кафедры. Комплектовались они научной литературой и специализированными журналами. В 1945 году насчитывалось 20 кафедральных библиотек, книжный фонд которых составлял около 1 тыс. томов на каждую библиотеку. По распоряжению директора Научной библиотеки Нестора Рудницкого, руководителями кафедральных библиотек были заведующие кафедр. В 1951 году фонд библиотеки насчитывал 91 144 экземпляров.
В 1952 году активизируется работа межбиблиотечного абонемента и налаживаются тесные связи со многими университетскими и медицинскими библиотеками страны.
В 2001 году Научная библиотека медицинского университета вошла в число библиотек, которые не облагаются пошлинами при международном книгообмене.
Руководители библиотеки:
- 1939—1940: Виталий Левицкий
- 1940: Полина Ефимовна Сушко
- 1940—1941: Янина Францишкевна Бергер
- 1941 −1952: Нестор Романович Рудницкий
- 1952—1961: Авраам Гдальевич Бирман
- 1961—1985: Ирина Дмитриевна Иванова
- 1985—2011: Наталья Николаевна Курнат
- с 2011: Марфа Степановна Надрага.

## Фонды
Становлению и пополнению книжного фонда способствовала благотворительная поддержка многочисленных меценатов, которые дарят библиотеке издания из собственных книжных коллекций. Весомый вклад в библиотеку сделали известные в то время врачи и учёные: профессор Антоний Станислав Юраш, профессора Хенрик Кадий, Людвик Ридигер, В. Сэрадзки, Фердинанд Штехер, Витольд Зембицкий, А. Марс, Рудольф Вайгль, а также Г. Добжанская, Е. Каменский, В. Зайдль, В. Владимирский, Г. Ковальский, А. Дорнфест, Г. Гальего, Ю. Хаусберг и другие.
Передавали библиотеке свои книги и медицинские заведения, учреждения и общества, среди которых следует отметить Аптекарское общество Львова, Факультет фармакологии Университета Яна Казимира во Львове, Академия Общества еврейских врачей во Львове, Национальный референт по вопросам здравоохранения, Общество Галицких Врачей и другие.
Многоотраслевой фонд Научной библиотеки насчитывает 586 558 единиц хранения.
Среди редких изданий библиотеки:
- Octavvs Tomvs In Qvo Insvnt Libri Galeno Ascripti: Artis Totivs Farrago Varia: eorum catalogum uerfa pagina oftendet. — Basileae, 1549.
- Dispensatorium pharmaceuticum Austriaco-Viennese, in quo hodierna die usualiora medicamenta secundum artis regulas componenda visuntur. Cum Sacræ Cæfareæ Regiæque Catholicæ Majeftatis privilegio. Sumptibus Collegii Pharmaceutici Viennensis. — 1729.
- Pharmacopoeia augustana renovata, revisa et appendice aliquot medicamentorum selectiorum aucta. — 1734.
- Johann Christian Anton Theden[нем.]. Neue Bemerkungen und Erfahrungen zur Bereicherung der Wundarzneykunst und Arzneygelahrheit : Zweiter Theil. — Berlin, 1782.
- Joseph Barth. Anfangsgründe der Muskellehre. — Wien, 1786.
- Samuel Gottlieb Vogel[англ.]. Handbuch der praktischen Arzneywissenschaft Zum Gebrauche für angehende Aerzte : Dritter Theil. — 1791.
- Иоганн Даниэль Мецгер[нем.]. Kurzgefaßtes System der gerichtlichen Arzneywissenschaft. — Wien, 1811.
- Ludwik Gąsiorowski[пол.]. Zbiór wiadomości do historyi sztuki lekarskiej w Polsce od czasów najdawniejszych, aż do najnowszych. Т. 1. — Poznań, 1839.

## Научно-исследовательская деятельность
В 2007 году Научная библиотека стала местом проведения научно-практической конференции «Медицинские библиотеки Украины на пути к обществу знаний», организованной Минздравом Украины совместно с Национальной научной медицинской библиотекой и Ассоциацией библиотек Украины. Обсуждались проблемы современного состояния медицинских библиотек и тенденции их развития на пути формирования общества знаний, возможности информационного обеспечения медицины и фармации, перспективы создания многофункциональной медицинской электронной библиотеки.
Основными направлениями научно-исследовательской деятельности библиотеки является поиск и систематизация материалов по истории медицины и здравоохранения Галичины. Осуществляется поиск литературы о развитии медицины в Галиции и об ученых (медиков, биологов, фармацевтов), которые работали в XV—XIX веках. Большое внимание уделяется изучению жизни и деятельности выдающихся личностей, чей творческий путь обогатил медицинскую науку. Важным результатом этой работы является создание библиографических указателей и виртуальных выставок, а также рекомендованных списков литературы. Последними фундаментальными разработками в этом направлении были биобиблиографические указатели, посвященные Марьяну Панчишину (к 130-й годовщине со дня рождения), Адольфу Беку (к 150-летию со дня рождения) и Тадеушу Вильчинскому (к 125-летию со дня рождения).
В рамках договора о сотрудничестве между ЛНМУ имени Даниила Галицкого и Академией наук Австрии в 2012 году проводились библиографические исследования, в течение календарного года в Австрийском биографическом лексиконе (научном издании Академии Наук Австрии) опубликовано 8 статей об известных украинских, австрийских, польских учёных.

## Структура
Основные отделы библиотеки:
- Административно-управленческий персонал
- Отдел учебной литературы
- Отдел комплектования
- Отдел научной обработки литературы
- Информационно-библиографический отдел
- Отдел абонементов
- Отдел читальных залов
- Отдел автоматизации библиотечных процессов

## Сотрудничество
Научная библиотека является членом Украинской библиотечной ассоциации, Arbeitsgemeinschaft für Medizinisches Bibliothekswesen, Arbeitsgemeinschaft der Bibliotheken und Dokumentationsstellen der Ost-, Ostmittel — und Südosteuropaforschung (ABDOS) и партнером ГО «Форума книгоиздателей».